# Stora Skogsjön
Stora Skogsjön är en sjö i Töreboda kommun i Västergötland och ingår i Motala ströms huvudavrinningsområde. Sjön har en area på 0,157 kvadratkilometer och ligger 136,1 meter över havet. Vid provfiske har abborre fångats i sjön.

## Delavrinningsområde
Stora Skogsjön ingår i det delavrinningsområde (649851-141764) som SMHI kallar för Utloppet av Viken. Medelhöjden är 117 meter över havet och ytan är 248,45 kvadratkilometer. Räknas de 41 delavrinningsområdena uppströms in blir den ackumulerade arean 840,54 kvadratkilometer. Edsån (Sågkvarnsbäcken) som avvattnar avrinningsområdet har biflödesordning 2, vilket innebär att vattnet flödar genom totalt 2 vattendrag innan det når havet efter 150 kilometer. Delavrinningsområdet består mestadels av skog (57 %) och jordbruk (12 %). Avrinningsområdet har 47,85 kvadratkilometer vattenytor vilket ger det en sjöprocent på 19,2 %.